# Pablo Centurión
Pablo Centurión (né et mort à des dates inconnues) était joueur de football paraguayen, qui évoluait au poste de gardien de but.

## Carrière

### Club
Il a joué dans l'équipe paraguayenne du Cerro Porteño. Il évolue ensuite en Colombie avec Millonarios où il remporte le championnat à quatre reprises entre 1959 et 1963 puis à l'Independiente Santa Fe où il gagne à nouveau le championnat en 1966.

### International
Du côté international, il est surtout connu pour avoir participé avec l'équipe du Paraguay à la coupe du monde 1950 au Brésil, emmené par le sélectionneur Manuel Fleitas Solich.